# Parasznya, Borsod-Abaúj-Zemplén
Parasznya este un sat în districtul Miskolc, județul Borsod-Abaúj-Zemplén, Ungaria, având o populație de 1.232 de locuitori (2011). 

## Demografie
Componența etnică a satului Parasznya
     Maghiari (93,64%)
     Romi (6,04%)
     Necunoscut (0,32%)
     Alții (0,32%)
Componența confesională a satului Parasznya
     Reformați (35,96%)
     Romano-catolici (11,53%)
     Fără religie (9,42%)
     Greco-catolici (3,57%)
     Necunoscută (38,64%)
     Atei (0,89%)
     Alte religii (2,76%)
Conform recensământului din 2011, satul Parasznya avea 1.232 de locuitori. Din punct de vedere etnic, majoritatea locuitorilor (93,64%) erau maghiari, cu o minoritate de romi (6,04%). Apartenența etnică nu este cunoscută în cazul a 0,32% din locuitori. Nu există o religie majoritară, locuitorii fiind reformați (35,96%), romano-catolici (11,53%), persoane fără religie (9,42%) și greco-catolici (3,57%). Pentru 38,64% din locuitori nu este cunoscută apartenența confesională.